# CEサバデル
CEサバデル（Centre d'Esports Sabadell Futbol Club, S.A.D. カタルーニャ語発音: [ˈsentɾə ðəsˈpɔr(ts) səβəˈðeʎ fubˈbɔɫ ˈkɫup]）は、スペイン・カタルーニャ州バルセロナ県サバデイにホームを置くサッカークラブである。2024-25シーズンはセグンダ・ディビシオンR.F.E.F.に所属。

## 歴史
1901年、ジョアン・サウスとサバデル・カタルーニャ派の若手グループがCEサバデル(Centre d'Esports Sabadell)を設立し、1906年6月5日に完全に公認されたサッカークラブとなった。クラブ初の試合はPrat de Sant Oleguer（芝生）で行われたが、1906年6月3日には「チームX」（後のRCDエスパニョール）との試合で新スタジアムのCreu Alta Districtがお披露目された。1912年には、スペインで初めて照明を用いたナイトゲームが同所で行われた。
1933-34シーズンにはコパ・カタルーニャで初優勝し、クラブ初の主要タイトルを獲得するとともに、コパ・デル・プレシデンテ・デ・ラ・レプブリカ（現在のコパ・デル・レイ）への出場権を得た。翌シーズンのリーグ戦では15勝1分の好成績を収め、コパ・デル・プレシデンテでは決勝に進出したが、エスタディオ・チャマルティンで行われた決勝でセビージャFCに0-3で敗れた。1943-44シーズンには初めてプリメーラ・ディビシオン（1部）に参戦して9位となった。1945-46シーズンはセグンダ・ディビシオン（2部）で過ごしたが、プリメーラに昇格したばかりの1946-47シーズンには優勝したバレンシアCFからわずか勝ち点4差で、レアル・マドリードより上に位置する5位と大健闘した。
1968-69シーズンにはプリメーラが16クラブ制になってからクラブ史上最高位の4位となった。1969-70シーズンにはインターシティーズ・フェアーズカップ（UEFAカップの前身）に参加し、1回戦でクラブ・ブルッヘ（ベルギー）に2試合合計3-5で敗れた。トップリーグでの挑戦は7年間で終わり、1972年にセグンダに降格した。
1991年には株式会社化を行った。1992-93シーズン終了後にセグンダ・ディビシオンB（3部相当）に降格し、その直後に深刻な財政難によりテルセーラ・ディビシオン（4部相当）降格となった。その後の17年間は2006-07シーズン（テルセーラ）を除くすべてのシーズンをセグンダBで過ごしたが、2010-11シーズンにはグループ優勝し、昇格プレーオフでSDエイバルにアウェーゴール差で勝利してセグンダ・ディビシオン（2部）昇格を決めた。なお、このシーズンには日本人FW指宿洋史が所属していた。2011-12シーズンは低迷して19位に終わり、本来ならセグンダB降格となるはずであったが、リーグ規定により12位のビジャレアルCF Bが降格処分を受け、サバデルはセグンダ残留となった。
2012年7月、日本の実業家・坂本圭介が新たなオーナーとなった。同年11月、チームイメージキャラクターにCesc Hiroshiを起用（高橋陽一・画、オリジナルキャラクター）。
2020年7月26日、セグンダ・ディビシオン昇格プレーオフ決勝のFCバルセロナB戦に2-1で勝利したことで、5シーズンぶりのセグンダ昇格を決めた。

## タイトル

### 国内タイトル
- セグンダ・ディビシオン : 2回
  - 1942-43, 1945-46

- セグンダ・ディビシオンB : 2回
  - 1983-84, 2010-11

- テルセーラ・ディビシオン : 4回
  - 1931-32, 1963-64, 1976-77, 1993-94

- カタルーニャ選手権 : 1回
  - 1933-34

- コパ・カタルーニャ : 1回
  - 2015-16

- コパ・フェデラシオン : 1回
  - 1999-00

### 国際タイトル
なし

## 過去の成績
| シーズン | ディビジョン | 順位 | 国王杯       |
| -------- | ------------ | ---- | ------------ |
| 1930–31  | テルセーラ   | 2位  | 2回戦敗退    |
| 1931–32  | テルセーラ   | 1位  |              |
| 1932–33  | テルセーラ   | 2位  |              |
| 1933–34  | セグンダ     | 9位  | 1回戦敗退    |
| 1934–35  | セグンダ     | 2位  | 準優勝       |
| 1935–36  | セグンダ     | 5位  |              |
| 1939–40  | セグンダ     | 2位  |              |
| 1940–41  | セグンダ     | 9位  | 1回戦敗退    |
| 1941–42  | セグンダ     | 1位  | 1回戦敗退    |
| 1942–43  | セグンダ     | 2位  | 1回戦敗退    |
| 1943–44  | プリメーラ   | 9位  | 準々決勝敗退 |
| 1944–45  | プリメーラ   | 13位 | 1回戦敗退    |
| 1945–46  | セグンダ     | 1位  | 1回戦敗退    |
| 1946–47  | プリメーラ   | 5位  | 準々決勝敗退 |
| 1947–48  | プリメーラ   | 12位 | 6回戦敗退    |
| 1948–49  | プリメーラ   | 14位 | 4回戦敗退    |
| 1949–50  | セグンダ     | 6位  | 2回戦敗退    |
| 1950–51  | セグンダ     | 3位  |              |
| 1951–52  | セグンダ     | 4位  |              |
| 1952–53  | セグンダ     | 11位 | 1回戦敗退    |

| シーズン | ディビジョン | 順位 | 国王杯       |
| -------- | ------------ | ---- | ------------ |
| 1953–54  | セグンダ     | 6位  |              |
| 1954–55  | セグンダ     | 10位 |              |
| 1955–56  | セグンダ     | 5位  |              |
| 1956–57  | セグンダ     | 2位  |              |
| 1957–58  | セグンダ     | 2位  |              |
| 1958–59  | セグンダ     | 2位  | 1回戦敗退    |
| 1959–60  | セグンダ     | 7位  | 2回戦敗退    |
| 1960–61  | セグンダ     | 6位  | 1回戦敗退    |
| 1961–62  | セグンダ     | 8位  | 2回戦敗退    |
| 1962–63  | セグンダ     | 16位 | 1回戦敗退    |
| 1963-64  | テルセーラ   | 1位  |              |
| 1964–65  | セグンダ     | 2位  | 1回戦敗退    |
| 1965–66  | プリメーラ   | 14位 | 準々決勝敗退 |
| 1966–67  | プリメーラ   | 8位  | 2回戦敗退    |
| 1967–68  | プリメーラ   | 12位 | 2回戦敗退    |
| 1968–69  | プリメーラ   | 4位  | 1回戦敗退    |
| 1969–70  | プリメーラ   | 13位 | 準々決勝敗退 |
| 1970–71  | プリメーラ   | 13位 | 5回戦敗退    |
| 1971–72  | プリメーラ   | 18位 | 4回戦敗退    |
| 1972–73  | セグンダ     | 12位 | 5回戦敗退    |

| シーズン | ディビジョン | 順位 | 国王杯       |
| -------- | ------------ | ---- | ------------ |
| 1973–74  | セグンダ     | 15位 | ベスト16     |
| 1974–75  | セグンダ     | 19位 | 4回戦敗退    |
| 1975-76  | テルセーラ   | 6位  | 2回戦敗退    |
| 1976-77  | テルセーラ   | 1位  | 1回戦敗退    |
| 1977–78  | セグンダ     | 6位  | 4回戦敗退    |
| 1978–79  | セグンダ     | 12位 | 1回戦敗退    |
| 1979–80  | セグンダ     | 6位  | 4回戦敗退    |
| 1980–81  | セグンダ     | 7位  | 2回戦敗退    |
| 1981–82  | セグンダ     | 11位 | 2回戦敗退    |
| 1982–83  | セグンダ     | 18位 | 2回戦敗退    |
| 1983–84  | セグンダB    | 1位  | 4回戦敗退    |
| 1984–85  | セグンダ     | 4位  | ベスト16     |
| 1985–86  | セグンダ     | 2位  | 準々決勝敗退 |
| 1986–87  | プリメーラ   | 15位 | 3回戦敗退    |
| 1987–88  | プリメーラ   | 19位 | 準々決勝敗退 |
| 1988–89  | セグンダ     | 13位 | 4回戦敗退    |
| 1989–90  | セグンダ     | 7位  | ベスト16     |
| 1990–91  | セグンダ     | 12位 | 4回戦敗退    |
| 1991–92  | セグンダ     | 9位  | 4回戦敗退    |
| 1992–93  | セグンダ     | 20位 | 5回戦敗退    |

| シーズン | ディビジョン | 順位 | 国王杯    |
| -------- | ------------ | ---- | --------- |
| 1993-94  | テルセーラ   | 1位  | 1回戦敗退 |
| 1994–95  | セグンダB    | 11位 | 2回戦敗退 |
| 1995–96  | セグンダB    | 16位 |           |
| 1996–97  | セグンダB    | 11位 |           |
| 1997–98  | セグンダB    | 11位 |           |
| 1998–99  | セグンダB    | 7位  |           |
| 1999–00  | セグンダB    | 13位 |           |
| 2000–01  | セグンダB    | 3位  |           |
| 2001–02  | セグンダB    | 14位 | 1回戦敗退 |
| 2002–03  | セグンダB    | 7位  | DNP       |
| 2003–04  | セグンダB    | 16位 | 2回戦敗退 |
| 2004–05  | セグンダB    | 13位 | DNP       |
| 2005–06  | セグンダB    | 18位 | DNP       |
| 2006–07  | テルセーラ   | 3位  | DNP       |
| 2007–08  | セグンダB    | 14位 | DNP       |
| 2008–09  | セグンダB    | 4位  | DNP       |
| 2009–10  | セグンダB    | 10位 | 2回戦敗退 |
| 2010–11  | セグンダB    | 1位  | DNP       |
| 2011–12  | セグンダ     | 19位 | 2回戦敗退 |
| 2012–13  | セグンダ     | 16位 | 3回戦敗退 |

| シーズン | ディビジョン   | 順位 | 国王杯    |
| -------- | -------------- | ---- | --------- |
| 2013–14  | セグンダ       | 10位 | 2回戦敗退 |
| 2014–15  | セグンダ       | 21位 | ベスト32  |
| 2015-16  | セグンダB      | 7位  | 1回戦敗退 |
| 2016-17  | セグンダB      | 15位 | DNP       |
| 2017-18  | セグンダB      | 12位 | DNP       |
| 2018-19  | セグンダB      | 12位 | DNP       |
| 2019-20  | セグンダB      | 3位  | DNP       |
| 2020-21  | セグンダ       | 21位 | 2回戦敗退 |
| 2021-22  | プリメーラRFEF | 8位  | 1回戦敗退 |
| 2022-23  | 連盟1部        | 10位 |           |
| 2023-24  | 連盟1部        | 16位 |           |
| 2024-25  | 連盟2部        |      |           |

- 14シーズン - プリメーラ・ディビシオン
- 44シーズン - セグンダ・ディビシオン
- 3シーズン - プリメーラ・フェデラシオン
- 23シーズン - セグンダ・ディビシオンB
- 8シーズン - テルセーラ・ディビシオン

## 欧州の成績
| シーズン | 大会                                 | ラウンド | 対戦相手         | ホーム | アウェー | 合計 |  |
| -------- | ------------------------------------ | -------- | ---------------- | ------ | -------- | ---- |  |
| 1969-70  | インターシティーズ・フェアーズカップ | 1回戦    | クラブ・ブルッヘ | 2-0    | 1-5      | 3-5  |  |

## 歴代監督
- アントニオ・デラ・クルス 1987–1988
- アントニオ・オルモ 1991-1992
- ルイス・カレーラス 2010-2013
- ガブリ 2022

## 歴代所属選手
- ホセ・ゴンサルボ 1943-1944
- ペドロ・ザバラ 1967-1970
- フアン・セミナリオ 1967-1969
- チュス・ペレダ 1969-1970
- マルセリーノ 1972-1974
- エウヘニオ・レアル 1983
- フアン・ホセ・エステージャ 1984-1985
- テンテ・サンチェス 1988-1990
- マヌエル・アルムニア 2000-2001
- トーマス・ヌコノ 1991-1993
- マノロ・サンチェス 1995-1997
- 指宿洋史 2010-2011
- 田邉草民 2013-2015
- ウィリアムス・ベラスケス 2018

## サポーター
CEサバデル公認のサポータークラブは合計10クラブあり、そのうちの1つである"ペーニャ・ブルー・ガールズ (Penya Blue Girls)"は、サポータークラブでは唯一の女性のみで構成されている団体である。
また、スタジアム南部には極右的な思想を持つサポーター、いわゆるフーリガンがおり、試合中の迷惑行為など、問題行動を起こしていた。しかし、クラブのオーナーが日本人実業家の坂本氏に変わってからは、彼らを厳しいく取り締まるようになり、現在彼らはクラブから追放されている。

## 対外関係
2015年、イングランドのEFLリーグ1に所属するブリストル・ローヴァーズFCとクラブ間で業務提携を行なった。両クラブの共通点にはホームカラーが同色そしてユニフォームの酷似がある 。